# Acquiesce
〈Acquiesce〉는 노엘 갤러거가 작곡한 영국의 록 밴드 오아시스의 곡이다. 이 곡은 원래 1995년 4월 24일 오아시스의 첫 번째 영국 싱글 1위 〈Some Might Say〉의 B-사이드로 등장했다. 이 곡의 인기는 1998년에 발매된 B-사이드 컴필레이션 음반 《The Masterplan》에 그 밴드의 팬들에 의해 공식 웹사이트에 포함되게 했다.
1998년, 이 노래는 미국에서 《The Masterplan》의 발표를 홍보하기 위해 라디오 싱글로 발표되었다. 이 곡은 라디오 방송으로 미국 모던 록 차트에서 24위에 올랐다.
〈Acquiesce〉는 또한 《Stop the Clocks》 EP의 리드 트랙 중 하나로 발매되었으며, 컴필레이션 음반 《Stop the Clocks》에도 수록되어 있다.
〈Acquiesce〉의 구절은 리암 갤러거가 부른 것으로, 노엘이 부른 후렴(리암이 고음에 도달할 수 없었기 때문에)으로, 두 갤러거 형제를 리드 보컬로 내세운 첫 곡이다.
오아시스가 리드 보컬에서 두 형제를 내세울 곡은 2000년 발표한 음반 《Standing on the Shoulder of Giants》의 〈Put Yer Money Where Yer Mouth Is〉와 2005년 음반 《Don't Believe the Truth》의 〈Let There Be Love〉뿐이다.

## 뮤직 비디오
이 싱글을 위한 뮤직 비디오가 두 개 있다.
첫 번째 비디오는 1997년 12월 14일 맨체스터의 맨체스터 센트럴 컨벤션 콤플렉스 센터에서 열린 라이브 공연이었다. 이 영상의 보컬은 또 다른 공연으로 인해 압도되었다.
두 번째 비디오는 2006년 9월 12일 런던 캠던의 일렉트릭 볼룸에서 촬영됐지만 밴드는 등장하지 않았다. 대신 일본의 매우 닮은 헌정 밴드가 오아시스의 역할을 맡았다. 1995년 R.E.M.의 〈Crush with Eyeliner〉 비디오에 소개된 아이디어를 반영해, 더 많은 영상이 일본에서 촬영된 것으로 이해되고 있다.

## 참여 인원
- 리암 갤러거 - 리드 보컬, 탬버린
- 노엘 갤러거 - 리드 기타와 리드 보컬
- 폴 아서스 - 리듬 기타
- 폴 맥기건 - 베이스 기타
- 토니 맥캐롤 - 드럼

## 인증
| 국가                               | 인증 | 판매량/출하량 |
| ---------------------------------- | ---- | ------------- |
| 영국 (BPI)                         | 실버 | 200,000       |
| 판매량+스트리밍을 기반으로 한 인증 |      |               |